# トリンバク・ラーオ・ダーバーデー
トリンバク・ラーオ・ダーバーデー（Trimbak Rao Dabhade, 生年不詳 - 1731年4月1日）は、インドのデカン地方、マラーター王国の軍総司令官（セーナーパティ）。

## 生涯
1729年9月27日、マラーター王国の軍総司令官（セーナーパティ）カンデー・ラーオ・ダーバーデーが死亡し、1730年1月8日に息子であるトリンバク・ラーオ・ダーバーデーがその地位を継承した。
だが、父の地位を継承したトリンバク・ラーオは王国宰相バージー・ラーオに次第に反目し、ついにはグジャラートを自己の勢力範囲と見なして、ニザーム王国の援助を得て公然と反抗するようになった。
1731年4月1日、トリンバク・ラーオとバージー・ラーオの軍勢はグジャラートのダバイーで激突し、敗れたトリンバク・ラーオは死亡した（ダバイーの戦い）。